# Srinivaspur
Srinivaspur é uma panchayat (vila) no distrito de Kolar, no estado indiano de Karnataka.

## Geografia
Srinivaspur está localizada a 13° 20′ N, 78° 13′ L. Tem uma altitude média de 819 metros (2687 pés).

## Demografia
Segundo o censo de 2001, Srinivaspur tinha uma população de 22 926 habitantes. Os indivíduos do sexo masculino constituem 51% da população e os do sexo feminino 49%. Srinivaspur tem uma taxa de literacia de 64%, superior à média nacional de 59,5%: a literacia no sexo masculino é de 68% e no sexo feminino é de 58%. Em Srinivaspur, 15% da população está abaixo dos 6 anos de idade.